# Вітков Анатолій Сергійович
Анатолій Сергійович Вітков (рос. Анатолий Сергеевич Витков; нар. 24 серпня 1937 Новоград-Волинський, УРСР — пом. 30 листопада 2009, Полтава, Україна) — радянський український футболіст та тренер, виступав на позиції півзахисника.

## Кар'єра гравця
Вихованець ДЮСШ Новоград-Волинського, перший тренер — В. Абрамов. У 1961 році розпочав кар'єру в складі «Авангард» (Кремеменчук). У 1962 році перейшов до «Нафтовика» (Дрогобич). У 1963 році був запрошений до клубу з Полтави, який мав назви «Колгоспник», «Колос», «Сільбуд», «Будівельник». У 1970 році, через 8 років після професіонального дебюту, завершив кар'єру футболіста.

## Тренерська діяльність
По завершенні ігрової кар'єри розпочав тренерську діяльність. Спочатку проацював у ДЮСШ Полтави. З грудня 1974 по травень 1976 року був головним тренером полтавського «Колоса».
30 листопада 2009 року у віці 72-ох років помер у Полтаві.